# Angels Landing Trail
L'Angels Landing Trail est un sentier de randonnée du comté de Washington, dans l'Utah, aux États-Unis. Protégé au sein du parc national de Zion, ce sentier construit selon le style rustique du National Park Service en 1926 conduit au sommet de l'Angels Landing. Il forme avec le West Rim Trail un bien inscrit au Registre national des lieux historiques depuis le 14 février 1987.

## Randonnée
La randonnée menant au sommet d'Angels Landing fait environ 8 kilomètres (5 miles), la plupart des randonneurs prennent 4 heures à la terminer. Le sentier débute à l'aire de pique-nique Grotto, desservie par le système de navette du parc national de Zion. La randonnée commence le long de la Virgin River, sur un sentier sableux qui monte doucement, puis assez rapidement les 3 kilomètres suivant sont pavés et entretenus. Le chemin devient ensuite tortueux avec les fameux 21 tournants en zigzag du West Rim Trail qui mènent au point de vue nommé "Scout Lookout", le point de retour pour ceux qui ne souhaitent pas aller au sommet.
Le dernier demi-kilomètre traverse une étroite crête de grès avec des falaises abruptes des deux côtés, par conséquent des chaînes de support sont attachées le long de certaines sections. Le sommet (1760 m) offre un panorama sur la vallée du parc national.
En explorant Zion en 1916, le pasteur Frederick Vining Fisher s'est exclamé, "seul un ange pouvait y atterrir", ainsi le monolithe a été nommé Angels Landing.
Depuis 2000 on recense plus de 13 décès de personnes qui ont chuté durant la randonnée.
Depuis 2022, il n'est plus possible de pratiquer cette randonnée sans la possession d'un permis. En effet, le parc national de Zion souhaite éviter les congestions sur ce sentier ardu, protéger la zone naturelle et assurer la sécurité des randonneurs tout en leur offrant une meilleure expérience. Il existe deux types de loteries, une loterie saisonnière et une loterie qui se déroule la veille, avec seulement 6 places.

## Climat
Les saisons les plus favorables pour randonner à Angels Landing sont le printemps et l'automne.
Le parc de Zion est localisé dans une zone semi-aride d'après la classification climatique de Koppen. La température maximale est d'environ 38.3°C en juillet, et la plus basse est de -1.4°C en décembre. Il peut neiger de décembre à avril, avec une légère moyenne de 106.7mm de chutes. Annuellement, les précipitations de pluie dans le parc sont de seulement 411.2mm.

## Galerie

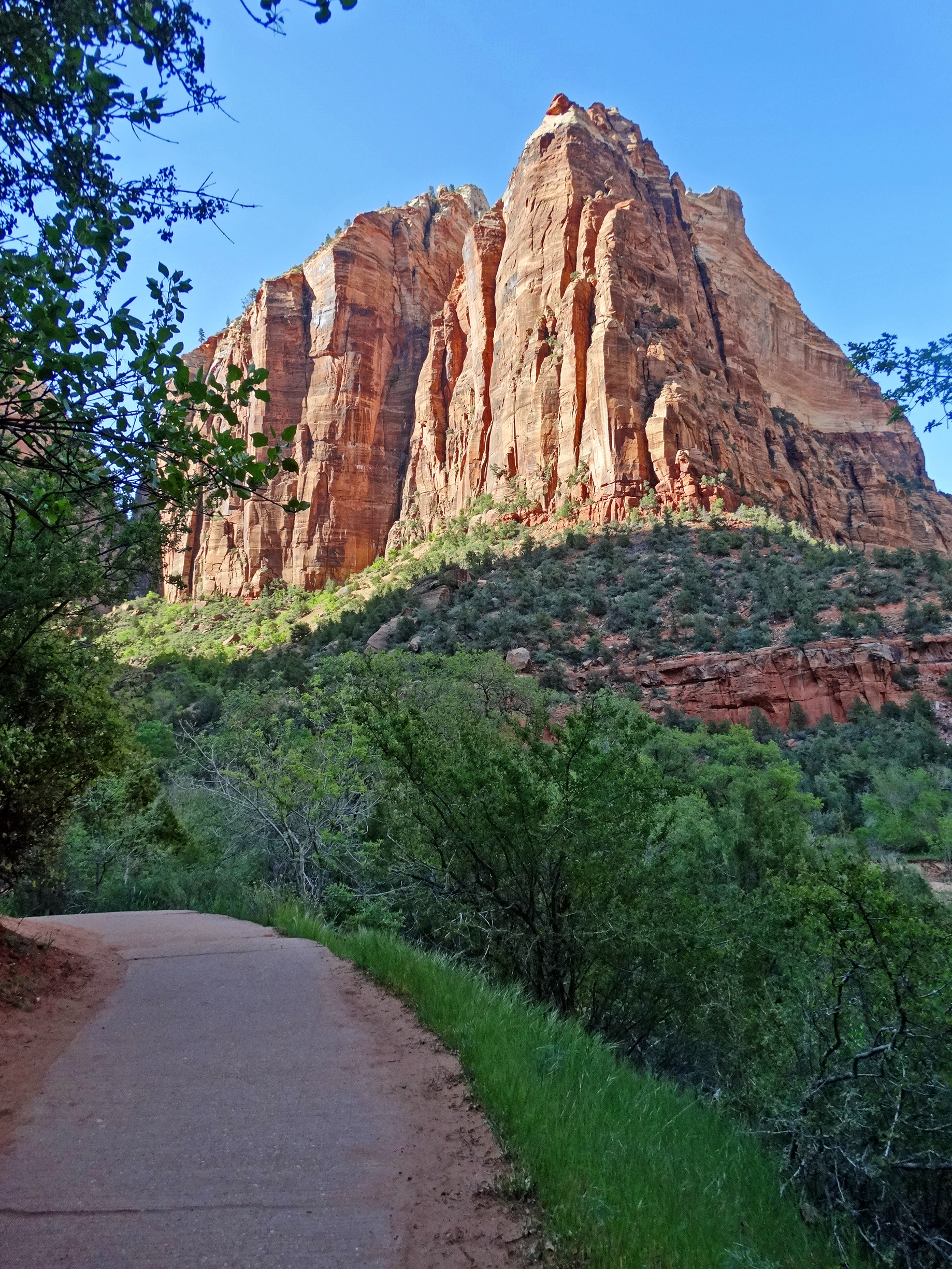
Début du sentier passant sous Angels Landing.
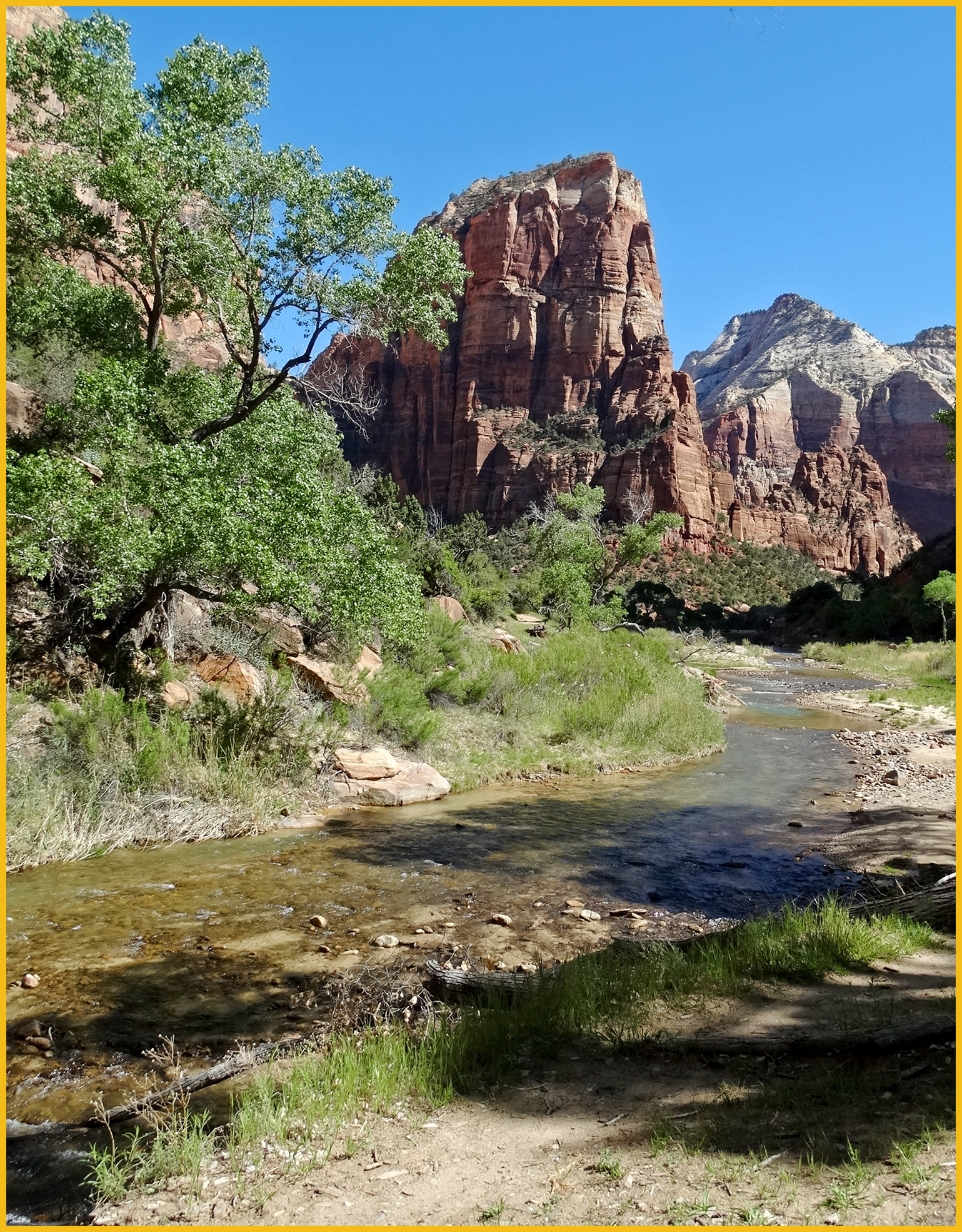
Randonnée d'Angels Lading accompagnée de la Virgin River.
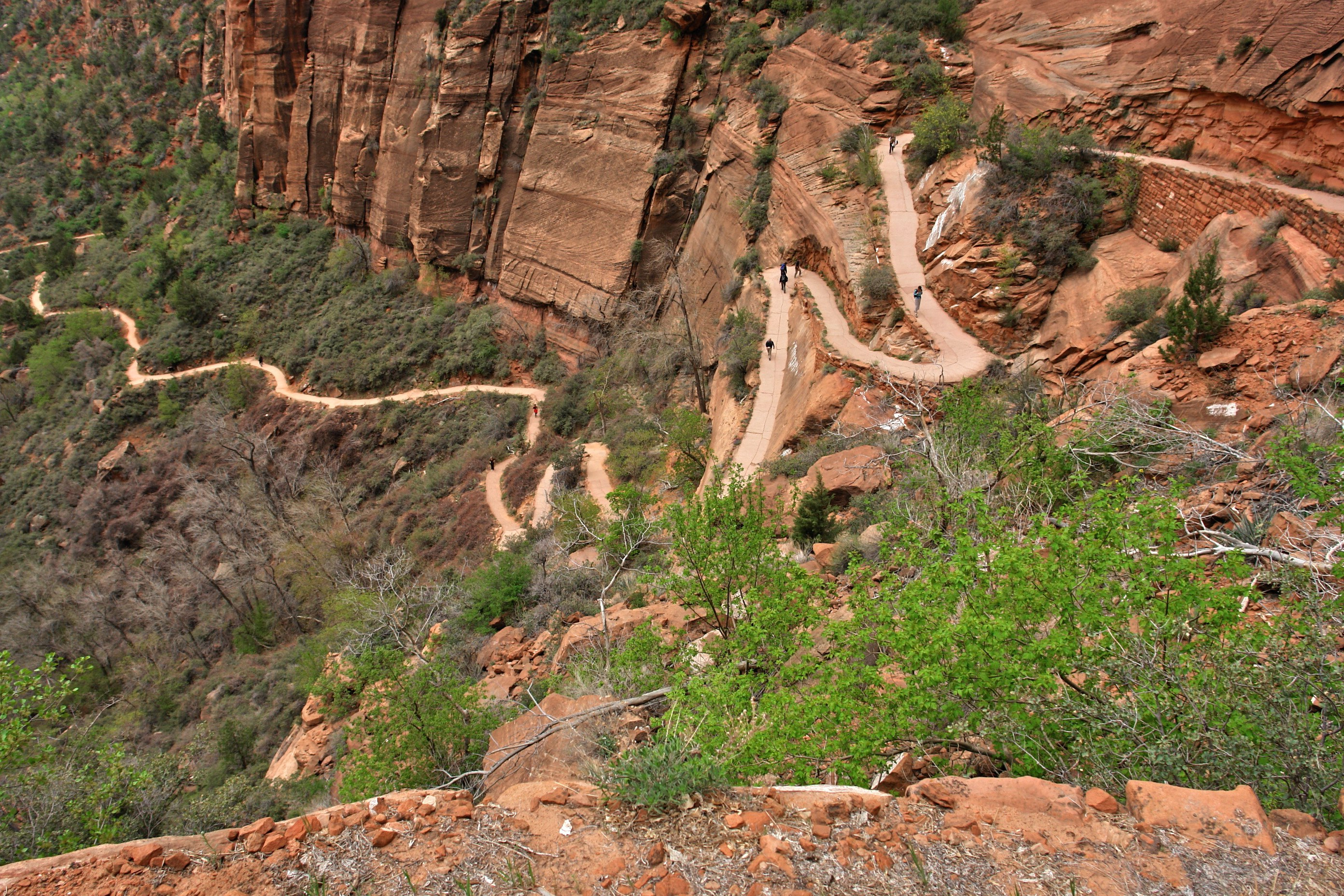
West Rim Trail.
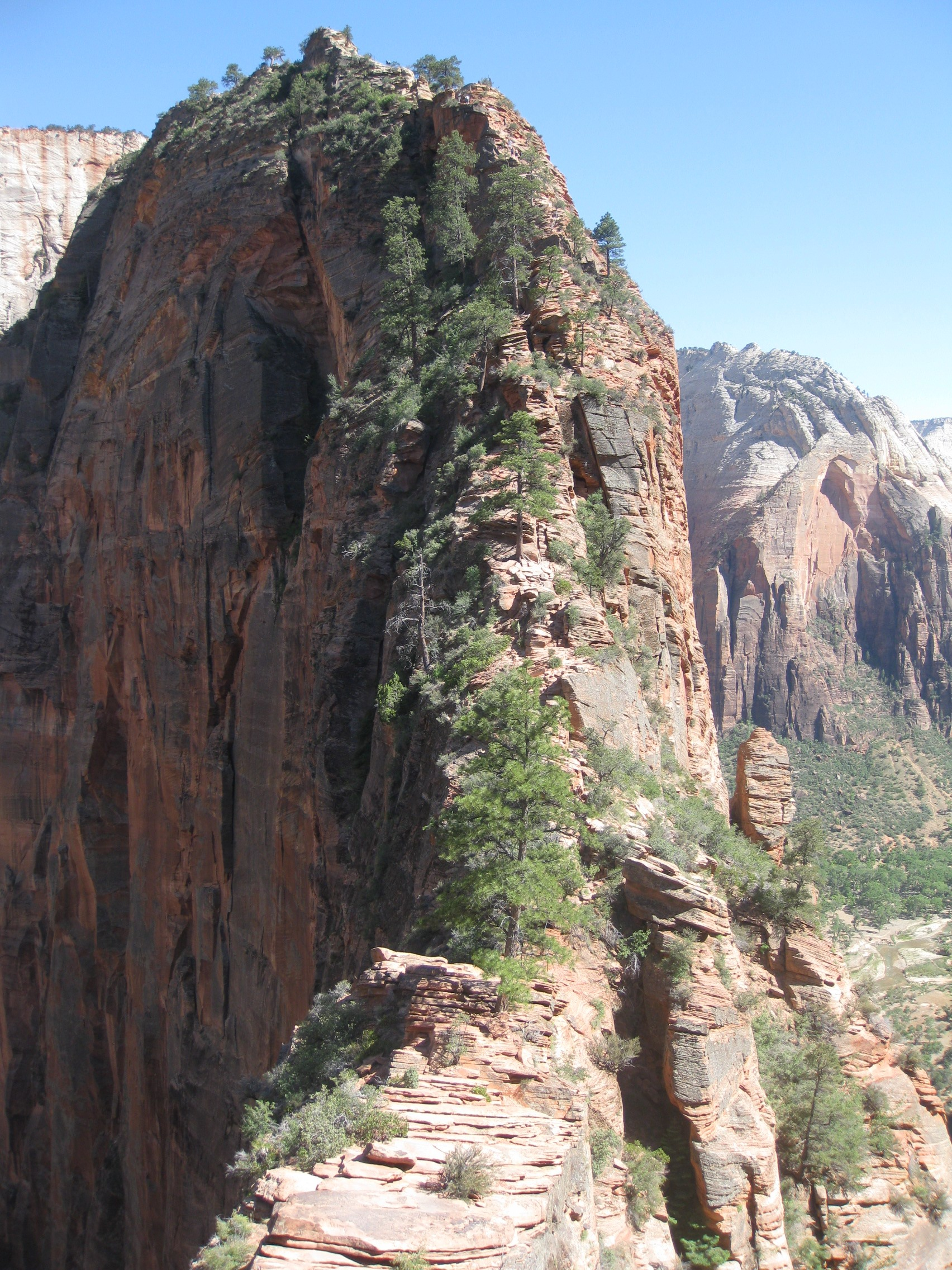
Sentier jusqu'au sommet d'Angels Landing.
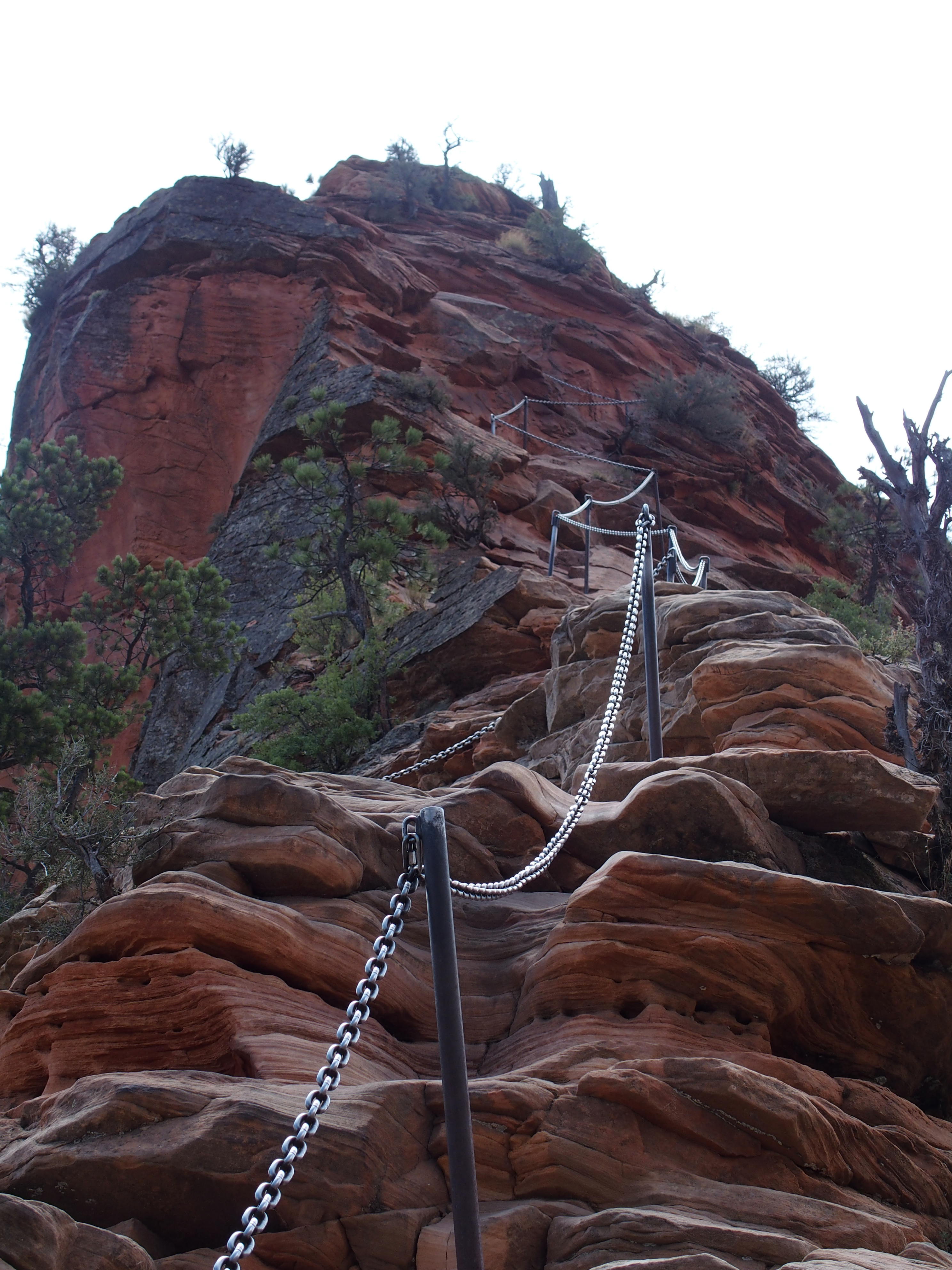
Sentier jusqu'au sommet agrémenté de chaînes de support.
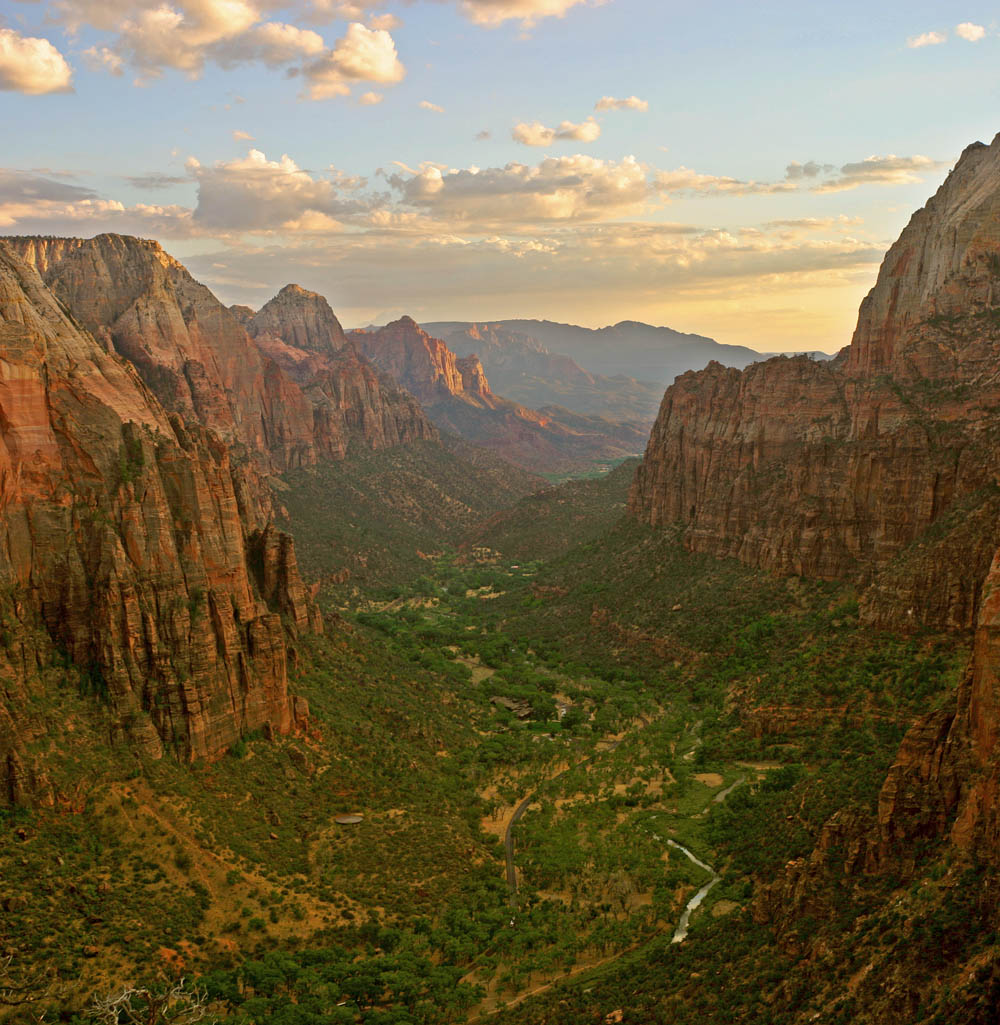
Point de vue depuis Angels Landing.